# 孙寿山
孙寿山（1957年3月—），河北泊头人。

## 生平
中国共产党党员。内蒙古大学数学系计算数学专业毕业，南开大学世界经济专业博士研究生学历。历任共青团内蒙古自治区委副书记，内蒙古自治区青联副主席、主席，内蒙古自治区文化厅副厅长、旅游事业管理局局长，共青团中央少年部副部长、部长，共青团中央常委、宣传部部长等职。2002年3月调任新闻出版总署办公厅主任，2006年12月任副署长。2018年1月，当选第十三届全国政协委员。